# باول كرافت
باول كرافت (بالإنجليزية: Paul Craft)‏ هو ملحن ومغن مؤلف أمريكي، ولد في 12 أغسطس 1938 في ممفيس في الولايات المتحدة، وتوفي في 18 أكتوبر 2014 في ناشفيل في الولايات المتحدة بسبب مرض.

## وصلات خارجية
- الموقع الرسمي
- باول كرافت على موقع IMDb (الإنجليزية)
- باول كرافت على موقع ميوزك برينز (الإنجليزية)
- باول كرافت على موقع أول ميوزيك (الإنجليزية)
- باول كرافت على موقع ديسكوغز (الإنجليزية)